# Coleophora solitariella
Coleophora solitariella é uma espécie de mariposa do gênero Coleophora pertencente à família Coleophoridae.